# Scherma ai Giochi della VII Olimpiade
Le competizioni di scherma dei Giochi della VII Olimpiade si sono svolte presso il Palazzo di Egmont di Anversa dal 15 al 26 agosto 1920. Il programma ha visto la disputa di 6 eventi tutti maschili. 
Il dominatore è stato l'italiano Nedo Nadi vincitore di 5 medaglie d'oro.

## Eventi
| Arma     | Uomini      | Uomini    | Donne       | Donne     | Totale |
| Arma     | Individuale | A squadre | Individuale | A squadre | Totale |
| -------- | ----------- | --------- | ----------- | --------- | ------ |
| Spada    | ■           | ■         | N/D         | N/D       | 2      |
| Fioretto | ■           | ■         | N/D         | N/D       | 2      |
| Sciabola | ■           | ■         | N/D         | N/D       | 2      |
| Totale   | 3           | 3         | 0           | 0         | 6      |

## Podi

### Uomini
| Evento                          | Oro | Argento | Bronzo |
| Spada                           | | | |
| Spada individuale (dettagli)    | Armand Massard                                                                                                  | Alexandre Lippmann | Gustave Buchard |
| Spada a squadre (dettagli)      | Italia Nedo Nadi Aldo Nadi Abelardo Olivier Dino Urbani Tommaso Costantino Paolo Thaon di Revel Giovanni Canova | Belgio Ernest Gevers Paul Anspach Félix Goblet d'Alviella Victor Boin Joseph De Craecker Léon Tom                         | Francia Armand Massard Alexandre Lippmann Gustave Buchard Georges Trombert Georges Casanova Louis Moreau                                        |
| Fioretto                        | | | |
| Fioretto individuale (dettagli) | Nedo Nadi | Philippe Cattiau | Roger François Ducret |
| Fioretto a squadre (dettagli)   | Italia Tommaso Costantino Aldo Nadi Nedo Nadi Abelardo Olivier Oreste Puliti Pietro Speciale Rodolfo Terlizzi   | Francia Lionel Bony de Castellane Gaston Amson Philippe Cattiau Roger Ducret André Labatut Georges Trombert Lucien Gaudin | Stati Uniti Henry Breckinridge Francis Honeycutt Arthur Lyon Harold Rayner Robert Sears                                                         |
| Sciabola                        | | | |
| Sciabola individuale (dettagli) | Nedo Nadi | Aldo Nadi | Arie de Jong |
| Sciabola a squadre (dettagli)   | Italia Nedo Nadi Aldo Nadi Oreste Puliti Baldo Baldi Francesco Gargano Giorgio Santelli Dino Urbani             | Francia Georges Trombert Jean Margraff Marc Perrodon Henri de Saint Germain                                               | Paesi Bassi Jan van der Wiel Arie de Jong Jetze Doorman Louis Delaunoij Willem Hubert van Blijenburgh Salomon Zeldenrust Henri Wijnoldy-Daniëls |

### Donne
Non disputate.

## Medagliere
| Posizione | Paese       |   |   |   | Totale |
| --------- | ----------- | - | - | - | ------ |
| 1         | Italia      | 5 | 1 | 0 | 6      |
| 2         | Francia     | 1 | 4 | 3 | 8      |
| 3         | Belgio      | 0 | 1 | 0 | 1      |
| 4         | Paesi Bassi | 0 | 0 | 2 | 2      |
| 5         | Stati Uniti | 0 | 0 | 1 | 1      |
| Totale    | Totale      | 6 | 6 | 6 | 18     |